# Бурков, Дмитрий Владимирович
Бурко́в Дми́трий Влади́мирович (род. 12 апреля 1960) — один из пионеров интернет-отрасли в России, был председателем президиума Фонда содействия развитию технологий и инфраструктуры Интернета (FAITID), один из инициаторов создания Евроазиатской группы сетевых операторов (ENOG), бывший криптоофицер Западного центра ICANN.

## Биография
Окончил Ленинградский электротехнический институт (ЛЭТИ, ныне Санкт-Петербургский государственный электротехнический университет) в 1983 году. Во время обучения работал в лаборатории микросистем при Академии наук, занимался моделированием и разработкой различных систем и сетей. В 1983—1994 годах — сотрудник Ленинградского/Санкт-Петербургского института информатики и автоматизации Российской академии наук (СПИИРАН) — центрального узла советской компьютерной сети «академсеть».
В конце 80-х годов выступил соучредителем компании «Демос» — одного из первых интернет-провайдеров в России. Позже занимал пост члена совета директоров в компании «Релком» — другом старейшем отечественном интернет-провайдере. Работал на руководящих должностях в крупнейших российских телекоммуникационных компаниях — «Комстар», «Ростелеком», «РТКомм».

## Проекты
При участии Дмитрия Буркова в 1990 году было установлено интернет-соединение между Москвой (ИАЭ им. Курчатова) и Финляндией (Университет Хельсинки), а в 1995 году он участвовал в создании первой в России точки обмена трафиком — MSK-IX (Moscow Internet Exchange).
Дмитрий Бурков участвовал в процессе внедрения и развития национальных доменов .ru и .рф. Он стал первым председателем Совета Координационного центра национального домена сети Интернет и был членом Совета до 2009 года.
Принимал участие в деятельности российской Ассоциации документальной электросвязи.
Дмитрий Бурков обеспечил присутствие России в организациях EUnet, CIX, RIPE NCC (Координационный центр распределения адресных ресурсов сети Интернет в Европейском регионе, одна из региональных интернет-регистратур).
С 2006 по 2018 год Дмитрий Бурков являлся членом правления RIPE NCC и представлял эту организацию в международной корпорации ICANN, управляющей адресным пространством сети Интернет. В 2010 году Дмитрий Бурков стал одним из инициаторов создания Евроазиатской группы сетевых операторов (ENOG) и принял участие в церемонии генерации ключей и подписания корневой зоны системы доменных имен с использованием технологии DNSSEC, получив статус TSR (Trusted Community Representative — крипто-офицер Западного центра).
Дмитрий Бурков был членом организации, занимающейся развитием и обеспечением доступности сети Интернет, ISOC (Internet Society).
Был одним из 14 держателей ключей от протокола DNS.

## Награды
- Премия Совета Министров СССР за участие в создании отечественной сетевой операционной системы «Демос» (1988)[11].
- Почетная грамота министра связи и массовых коммуникаций Российской Федерации.
- Медаль ордена «За заслуги перед Отечеством» II степени (26 августа 2020 года) — за заслуги в становлении и развитии российского сегмента информационно-телекоммуникационной сети «Интернет»[12].